# Джерела особового походження
Джерела особового походження — це сукупність різнорідних словесних джерел, які об'єднані спільною ознакою-походженням. До основних видів джерел входять спогади (мемуари), приватне листування, щоденники, автобіографії, життєписи, подорожні нотатки і т. д. Ці джерела належать конкретному автору, який відображає на папері своє світосприйняття в момент розгортання певної події. Метою створення таких джерел було прагнення щось зафіксувати, відзначити, закарбувати в моменті.

## Історія
Витоки джерел особового походження на наших теренах пов'язують з княжою добою. З цим же часом співвідносять початок використання таких джерел, хоча історичного значення та застосування у історичних працях вони набувають лише у 18-19 столітті. До прикладу О. Лазаревський застосовував у своїх дослідженнях джерела з архівів шляхетських та старшинсько-дворянських родів. Також в арсеналі праць цього дослідника перші публікації особових джерел автохтонного (місцевого) походження. Якщо брати комплексне застосування особистих джерел, то найбільшого розвитку воно набуває з початком 20 століття. Одним із найдавніших джерел мемуарного жанру можна вважати спогади Нестора Літописця від 1091 р. Іноземним авторам, які приїздили в Україну або постійно жили тут, належить більшість наявних мемуарних джерел історії України наступного періоду (приблизно до XVI ст.).

## Особливості роботи та проблематика
Поняття «джерела особового походження» значною кількість дослідників визнається як не зовсім вдале, так як, на їх думку, воно не відображає суті того чи іншого явища: важливо не те, що вони створені автором особисто, а те, для чого вони йому потрібні. У традиційній історіографії джерела особистого походження «зневажають» і надають меншу роль через їх суб'єктивну природу, і використовують їх здебільшого як додатково-ілюстративні джерела. На наших територіях, навіть якщо брати до уваги всі досягнення вітчизняних дослідників в радянські роки, джерела особового походження сприймалися як другорядні, а головною проблемою, яка поставала перед дослідниками даної тематики, був джерелознавчий аналіз, який ґрунтувався на подоланні суб'єктивізму і встановленні достовірності фактів (автентичності), що бралися до розгляду.
На сучасному етапі до джерелознавчого аналізу джерел особового походження можна включити такі етапи:
1. вивчення походження джерела — встановлення місця і часу його виникнення, авторства (наприклад деякі листи, спогади, щоденники не мають справжнього підпису або підписані псевдонімом, у цьому випадку застосовуються прийоми атрибуції — встановлення автора), спонукальних мотивів для написання, справжності, додаткових джерел;
2. вивчення змісту — встановлення ступеня достовірності (репрезентативності), повноти інформації в джерелі, наявності суб'єктивної або політичної тенденційності;
3. відображення у джерелі особливостей особистісного сприйняття дійсності автором та їх аналіз.

Джерела особового походження можна умовно поділити на спонтанні (пишуться за внутрішнім власними спонукальними мотивами) і провоковані (створення чимось змотивоване, пишуться у відповідь на зовнішні спонукання).
Джерела особистого походження стають особливо потрібними, у тому випадку, якщо мета дослідника полягає у вивченні досвіду людей, які пережили певні історичні події, тобто котрі є безпосередньо учасниками цих подій.
Тому використання таких документів вимагає певних підходів до роботи з ними. По-перше, історики при користуванні такими джерелами наражається на велику кількість проблем з інформаційними прогалинами-лакунами. По-друге, можливості класифікації за типами ускладнюються через винятковість, оригінальність та нестандартність самого свідчення. Документи такого типу не є загально репрезентативними(тобто такими, які здатні правильно відображати об'єкт) .

## Види особових джерел
Спогади (мемуари) є одними з найчисленніших різновидів джерел особового походження. Їх джерельна цінність залежить від низки факторів: у безпосередній залученості автора у цих подіях, від гостроти загального сприйняття ним дійсності, від здатності запам'ятати перебіг описуваних ним подій, від часу написання спогадів та ін. Як правило мемуари точніше передають зміст і характер, коли вони створені відразу після події про які йдеться. Коли спогади написані через багато років після завершення самих подій — це негативно впливає на характер оповіді. Адже у автора, як і у всіх звичайних людей, спостерігається притуплення гостроти пам'яті, змінюються його погляди, сприйняття дійсності, щодо певних подій.
У 60 — 80-тих роках набуло поширення своєрідне джерело особового походження- документи самовидаву. Зазвичай їх авторами були політв'язні в'язниць та концтаборів Радянського Союзу, яким вдавалося передати ці документи на волю своїм друзям та однодумцям. Класикою цього жанру є книга листів, спогадів, політв'язня В. Чорновола, який згодом стане видатним політичним діячем української держави.
Автобіографія (саможиттєпис) — оповідь, головним героєм якої є сам автор, де він приділяє більше уваги спогадам про людей, з якими зустрічався, подіям, свідком яких був. Народження такого джерела припадає ще на часи княжої доби, про що свідчить автобіографія князя Володимира Мономаха, яку він розмістив в останній частині своєї праці «Повчання дітям». Досить специфічним різновидом автобіографій є ті, які створені каральними органами для людей, які перебували під слідством.
Щоденник (англ. diary) передбачає фіксацію побаченої, внутрішньої пережитої, почутої події, яка сталася в цей момент часу, щойно. Це підвищує достовірність свідчень і надає історику можливість визначити ставлення населення до висвітлених подій. Щоденник може відображати лише певні фрагменти, тобто коли він експлуатувався тільки у певний період (наприклад після зустрічей з уславленою особою, в моменти творчого піднесення і найчастіше-у періоди закоханості), а може бути постійним у вжитку і слугувати для поступового хронологічного спостереження . Адже щоденник у більшості випадків передбачає використання датування. Він може мати не тільки тексти, але і малюнки, які іноді виконані більш якісно, ніж сам текст.
Приватний лист — письмове особисте звернення автора до окремої особи (або декількох осіб), яке складене за допомогою типових епістолярних елементів (дата, звернення, підпис і т. д.)та має інтимний характер. Серед особливих ознак такого листа виділяють багатофункціональність, різноманітність тематики, також діалогову форму. З першого погляду здається, що приватне листування завжди містить достовірну інформацію. Але ні, якщо автори мали підозру, щодо того чи їх листи розкриваються, вони могли викладати невластиві їм почуття та думки(спеціально повідомляти неправдиву інформацію), передавати відомості в саркастичній, алегоричній, іронічній формі, використовувати шифри, не називати імена або видозмінювати їх. Через отакий от парадокс інформацію приватного листування необхідно також перевіряти, зіставляючи з іншими джерелами.
Заповіт (англ. testament) — важливе історичне джерело, яке має високий ступінь репрезентативності й інформативності. Він є яскравим проявом людської думки, в якій зафіксовано основні духовні, економічні, політичні та соціальні здобутки конкретної особистості як результат її життєдіяльності. Мотив створення подібних документів є основою їх достовірності. Заповіт є дуже корисним для аналізу всієї система родинних зв'язків певної людини. Значна кількість тестаментів зберігається в архівосховищах, але попри їх помітне значення в історичному джерелознавстві використовуються вони не так часто.
Подорожні нотатки (англ. travel logs) — подорожні нариси, в яких здебільшого змальовані люди, краєвиди, події та враження автора, які виникали у нього під час подорожі. Значний пласт мемуарних відомостей з історії України містять подорожні нотатки іноземців.